# Aglaomorpha drynarioides
Aglaomorpha drynarioides là một loài thực vật có mạch trong họ Polypodiaceae. Loài này được (Hook.) M.C. Roos miêu tả khoa học đầu tiên năm 1985.